# Jerzy Wilhelm Szauman Szumski
Jerzy Wilhelm Szauman Szumski herbu własnego (zm. w 1794 roku) – sędzia grodzki brasławski w latach 1765-1794, chorąży Jego Królewskiej Mości.
Członek konfederacji Adama Ponińskiego w 1773 roku. Jako poseł brasławski na Sejm Rozbiorowy 1773–1775 wszedł w skład delegacji wyłonionej pod naciskiem dyplomatów trzech państw rozbiorczych, mającej przeprowadzić rozbiór. 18 września 1773 roku podpisał traktaty cesji przez Rzeczpospolitą Obojga Narodów ziem zagarniętych przez Rosję, Prusy i Austrię w I rozbiorze Polski.  Za zasługi otrzymał starostwo bieckie i dzierżawę Borkowszczyzny. Uzyskał od komisji rozdawniczej dóbr pojezuickich dobra w połockiem czyniące 2800 złotych polskich intraty. Konsyliarz sądu konfederacji generalnej 1773–1775 roku.